# Jason Bateman
Jason Kent Bateman (sinh ngày 14 tháng 1 năm 1969) là diễn viên Mỹ. Anh được biết đến nhiều nhất với các vai diễn Arrested Development.

## Các phim tham gia

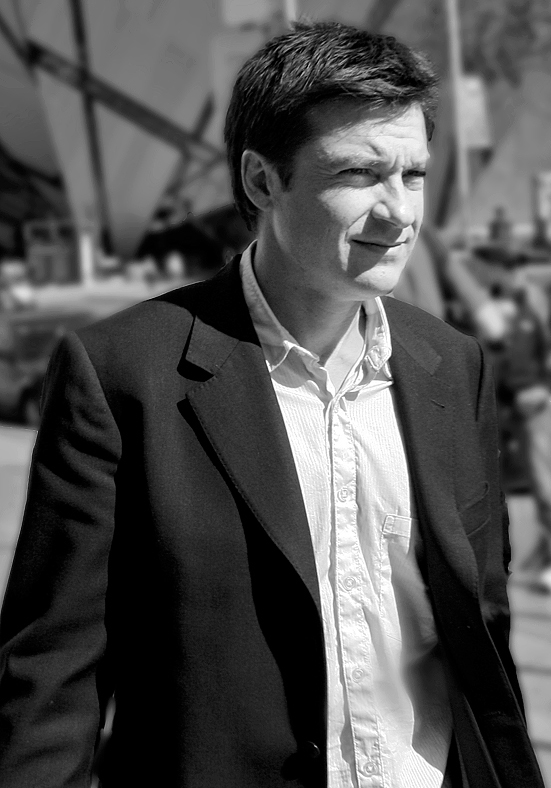
Jason tại Liên hoan Phim Quốc tế Toronto năm 2007

### Điện ảnh
| Năm  | Tên phim                          | Vai                        | Ghi chú    |
| ---- | --------------------------------- | -------------------------- | ---------- |
| 1983 | Just a Little More Love           |                            |            |
| 1984 | The Fantastic World of DC Collins | Addison Cromwell           |            |
| 1985 | Right to Kill?                    |                            |            |
| 1986 | Can You Feel Me Dancing?          | Larry Nichols              |            |
| 1986 | The Thanksgiving Promise          | Steve Tilby                |            |
| 1987 | Bates Motel                       | Tony Scotti                |            |
| 1987 | Teen Wolf Too                     | Todd Howard                |            |
| 1988 | Moving Target                     | Toby Kellogg               |            |
| 1988 | Crossing the Mob                  | Philly                     |            |
| 1991 | Necessary Roughness               | Jarvis Edison              |            |
| 1992 | Breaking the Rules                | Phil Stepler               |            |
| 1992 | A Taste for Killing               | Blaine Stockard III        |            |
| 1994 | Black Sheep                       | Jonathan Kelley            |            |
| 1994 | Confessions: Two Faces of Evil    | Bill Motorshed             |            |
| 1994 | This Can't Be Love                | Grant                      |            |
| 1995 | Hart to Hart: Secrets of the Hart | Stuart Morris              |            |
| 1999 | Love Stinks                       | Jesse Travis               |            |
| 2001 | Sol Goode                         | Spider                     |            |
| 2002 | The Sweetest Thing                | Roger Donahue              |            |
| 2002 | One Way Out                       | John Farrow                |            |
| 2004 | Starsky and Hutch                 | Kevin                      |            |
| 2004 | Dodgeball: A True Underdog Story  | Pepper Brooks              |            |
| 2006 | The Break-Up                      | Riggleman                  |            |
| 2007 | The Ex                            | Chip Sanders               |            |
| 2007 | Arthur and the Invisibles         | Darkos                     | Voice only |
| 2007 | Smokin' Aces                      | Rupert "Rip" Reed          |            |
| 2007 | The Kingdom                       | Adam Leavitt               |            |
| 2007 | Juno                              | Mark Loring                |            |
| 2007 | Mr. Magorium's Wonder Emporium    | Henry Weston               |            |
| 2008 | The Promotion                     | Retreat leader             |            |
| 2008 | Forgetting Sarah Marshall         | Animal Instincts detective |            |
| 2008 | Hancock                           | Ray Embrey                 |            |
| 2009 | State of Play                     | Dominic Foy                |            |
| 2009 | The Invention of Lying            | Doctor                     |            |
| 2009 | Up in the Air                     | Craig Gregory              |            |
| 2009 | Extract                           | Joel                       |            |
| 2009 | Couples Retreat                   | Jason                      |            |
| 2010 | The Switch                        | Wally Mars                 |            |
| 2011 | Paul                              | Agent Lorenzo Zoil         |            |
| 2011 | Horrible Bosses                   | Nick Hendricks             |            |
| 2011 | The Change-Up                     | Dave Lockwood              |            |
| 2012 | Hit and Run                       | Officer Keith Yert         |            |
| 2012 | Disconnect                        | Rich Boyd                  |            |
| 2013 | The Longest Week                  | Conrad Valmont             |            |
| 2013 | Identity Thief                    | Sandy Bigelow Patterson    |            |
| 2015 | Phi vụ động trời                  | Nick Wilde                 | Lồng tiếng |
| 2022 | Ozark                             | Marty Byrde                |            |
| 2025 | Phi vụ động trời 2                | Nick Wilde                 | Lồng tiếng |

### Phim truyền hình
| Năm            | Tên phim                    | Vai                   | Ghi chú              |
| -------------- | --------------------------- | --------------------- | -------------------- |
| 1981–1982      | Little House on the Prairie | James Cooper Ingalls  | 21 episodes          |
| 1982–1984      | Silver Spoons               | Derek                 | 23 episodes          |
| 1984           | Knight Rider                | Doug Wainwright       | 1 episode            |
| 1984–1985      | It's Your Move              | Matthew Burton        | 18 episodes          |
| 1985           | Robert Kennedy & His Times  | Joe Kennedy III       |                      |
| 1986           | Mr. Belvedere               | Sean                  | 1 episode            |
| 1986           | St. Elsewhere               | Tim Moynihan          | 1 episode            |
| 1986–1991      | The Hogan Family            | David Hogan           | 110 episodes         |
| 1995           | Burke's Law                 | Jason Ripley          | 1 episode            |
| 1995           | Simon                       | Carl                  |                      |
| 1996           | Ned & Stacey                | Bobby Van Lowe        | 1 episode            |
| 1997           | Chicago Sons                | Harry Kulchak         |                      |
| 1997           | George & Leo                | Ted Stoody            | 3 episodes           |
| 2000           | Rude Awakening              | Ryan                  | 1 episode            |
| 2001           | Some of My Best Friends     | Warren Fairbanks      | 8 episodes           |
| 2003           | The Twilight Zone           | Scott Crane           | 1 episode            |
| 2003–2006 2013 | Arrested Development        | Michael Bluth         | 53 episodes          |
| 2005           | King of the Hill            | Dr. Leslie            | 1 episode Voice only |
| 2005           | Justice League Unlimited    | Hermes                | 1 episode            |
| 2005           | The Fairly OddParents       | Tommy                 | 1 episode            |
| 2006           | Scrubs                      | Mr. Sutton            | 1 episode            |
| 2006           | The Jake Effect             | Jake Galvin           | 7 episodes           |
| 2009           | Sit Down, Shut Up           | Larry Littlejunk      | 13 episodes          |
| 2012           | Yo Gabba Gabba!             | Bateman (the bad spy) | 1 episode            |